# Clephydroneura apicalis
Clephydroneura apicalis là một loài ruồi trong họ Asilidae. Clephydroneura apicalis được Oldroyd miêu tả năm 1938. Loài này phân bố ở miền Ấn Độ - Mã Lai.